# Dipterosz

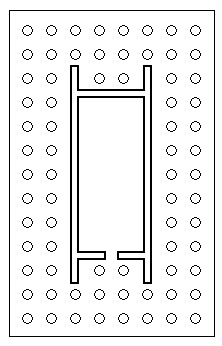
Dipterosz alaprajza

A dipterosz olyan ókori görög templomtípus, melynél a naoszt körülfutó oszlopsort megkettőzték. A peripteroszból alakult ki. További változata a pszeudodipterosz.